# Manuel de Jesús Serrano Abad
Manuel de Jesús Serrano Abad (Cuenca, Ecuador, 25 de diciembre de 1898 - ibid., 21 de abril de 1971) fue el primer arzobispo de Cuenca.

## Biografía

### Sacerdocio
Fue ordenado sacerdote el 22 de diciembre de 1922.

## Episcopado

### Obispo Auxiliar de Cuenca
El papa Pío XII lo nombró obispo titular de Arsinoe en Arcadia el 18 de agosto de 1954 y obispo auxiliar en Cuenca. 
El 13 de noviembre del mismo año recibió la consagración episcopal del cardenal Carlos María Javier de la Torre, arzobispo de Quito. Co-consagrantes fueron Bernardino Echeverría Ruiz, obispo de Ambato, y Domingo Comín, vicario apostólico de Méndez. 

### Obispo de Cuenca
El 16 de noviembre de 1956 fue nombrado obispo de Cuenca.

### Arzobispo de Cuenca
Pío XII elevó la Diócesis de Cuenca a la categoría de Arquidiócesis con la Constitución Apostólica Cuasi Mater el 9 de abril de 1957, convirtiendo a Serrano en el primer arzobispo de Cuenca. 
En la Arquidiócesis persiguió una política más conservadora a favor de las clases altas. 
Participó en el Concilio Vaticano II de 1962 a 1965 y murió en abril de 1971.